# ヘイリー・ベネット
ヘイリー・ベネット（Haley Bennett, 1988年1月7日 - ）は、アメリカ合衆国の女優、歌手。

## 来歴・人物
フロリダ州フォートマイヤーズにて、ヘイリー・キーリング（Heley Keeling）として生まれる。ネープルズで育ち、音楽や演技を学んだ。高校卒業後、母親と共にロサンゼルスに移った。
2007年にヒュー・グラントとドリュー・バリモア主演の『ラブソングができるまで』で映画デビュー。同年に「550 Music/NuSound Records」と契約。
2008年にロサンゼルスでコンサートを開催した。
2018年より映画監督のジョー・ライトと交際し、同年10月に彼との間の第一子を妊娠していることが伝えられた。

## 出演作品

### 映画
| 年   | 邦題/原題                                                               | 役名                     | 備考                 | 吹き替え           |
| ---- | ----------------------------------------------------------------------- | ------------------------ | -------------------- | ------------------ |
| 2007 | ラブソングができるまで Music and Lyrics                                 | コーラ・コーマン         |                      | 内川藍維           |
| 2008 | モリー・ハートレイ 血塗られた制服女子高生 The Haunting of Molly Hartley | モリー・ハートレイ       |                      |                    |
| 2008 | マーリー 世界一おバカな犬が教えてくれたこと Marley & Me                 | リサ                     |                      |                    |
| 2009 | ザ・ホール The Hole                                                     | ジュリー・キャンベル     | 日本劇場未公開       | 本多真梨子         |
| 2010 | カブーン! Kaboom                                                        | ステラ                   |                      |                    |
| 2014 | KRISTY クリスティ Kristy                                                | ジャスティン             | 日本劇場未公開       |                    |
| 2014 | イコライザー The Equalizer                                              | マンディ                 |                      | 竹内絢子           |
| 2015 | ハードコア Hardcore Henry                                               | エステル                 |                      | 中原麻衣           |
| 2016 | ライク・ア・キラー 妻を殺したかった男 A Kind of Murder                  | エリー・ブリース         |                      | （吹き替え版なし） |
| 2016 | マグニフィセント・セブン The Magnificent Seven                          | エマ・カレン             |                      | 坂井恭子           |
| 2016 | ガール・オン・ザ・トレイン The Girl on the Train                        | メガン・ヒップウェル     |                      | 安藤瞳             |
| 2016 | ハリウッド・スキャンダル Rules Don't Apply                              | メイミー・マーフィー     |                      | 清水はる香         |
| 2017 | アメリカン・ソルジャー Thank You for Your Service                       | サスキア・シューマン     | 日本劇場未公開       | 松井茜             |
| 2019 | 紅海リゾート -奇跡の救出計画- The Red Sea Diving Resort                 | レイチェル・ライター     |                      | 長尾明希           |
| 2019 | Swallow/スワロウ Swallow                                                | ハンター・コンラッド     | 兼製作総指揮         | （吹き替え版なし） |
| 2020 | 悪魔はいつもそこに The Devil All the Time                               | シャーロット・ラッセル   |                      | 生田ひかる         |
| 2020 | ヒルビリー・エレジー 郷愁の哀歌 Hillbilly Elegy                         | リンジー                 |                      | （吹き替え版なし） |
| 2021 | シラノ Cyrano                                                           | ロクサーヌ               |                      | 柚木涼香           |
| 2022 | She is Love                                                             |                          | ポストプロダクション |                    |
| 2022 | ティル Till                                                             | キャロリン・ブライアント |                      | 佐野愛             |
| 2024 | ボーダーランズ (映画) Borderlands                                       | リリスの母親             |                      |                    |